# Yeshivá Rabino Jaim Berlín
La Yeshivá Rabino Jaim Berlín (en hebreo: יְשִׁיבַת רַבֵּינוּ חַיִּים בֶּרלִין) es una yeshivá ultraortodoxo no jasídico estadounidense ubicada en Brooklyn, Nueva York. La yeshivá consiste en escuelas para estudiantes de varias edades, desde jardín de infantes hasta posgrado, y mantiene un campamento de verano.

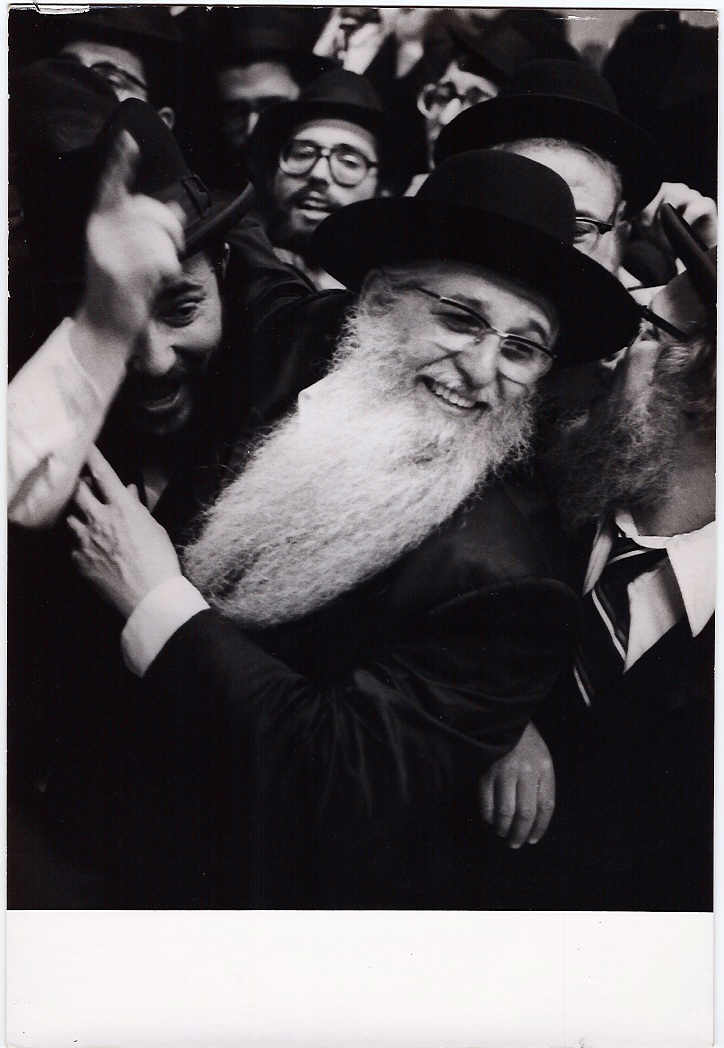
Aaron Schechter celebrando la festividad judía de Purim en la yeshivá a finales de los años setenta.

Aarón Moshé Schechter, un rabino ortodoxo, es el director de la yeshivá y de su colegio talmúdico de posgrado, el Kolel Gur Aryeh. Schechter también es miembro de la junta directiva de la organización rabínica ortodoxa Agudath Israel de América.

## Historia de la yeshivá
La escuela fue establecida en 1904 como Yeshiva Tiferes Bachurim en Brownsville, Brooklyn, por unos judíos que se mudaron allí desde el Lower East Side de la ciudad de Nueva York, y es la yeshivá más antigua de Brooklyn. Jaim Berlín fue un rabino que sirvió en Volozhyn, el lugar de donde eran algunos de los fundadores.

## Kolel Gur Aryeh
El Kolel Gur Aryeh es un centro de estudio talmúdico para judíos ortodoxos casados ubicada en Brooklyn, establecido en 1956 como la división de estudios de posgrado de la Yeshivá Rabino Jaim Berlín. Es llamado en honor de Judah Loew.